# Денисовський сільський округ
Дени́совський сільський округ (каз. Денисов ауылдық округі, рос. Денисовский сельский округ) — адміністративна одиниця у складі Денисовського району Костанайської області Казахстану. Адміністративний центр — село Денисовка.
Населення — 6129 осіб (2021; 6507 у 2009, 8346 у 1999, 9135 у 1989).
Станом на 1989 рік існували Некрасовська сільська рада (села Гришенка, Калиновка, Некрасовка, селище Цілинний) та Орджонікідзевська сільська рада (село Орджонікідзе, селище Денисовка). 2013 року до складу Денисовської сільської адміністрації була включена територія ліквідованого Некрасовського сільського округу, вона перетворена в сільський округ. Села Калиновка та Цілинне були ліквідовані 2017 року.

## Склад
До складу адміністрації входять такі населені пункти:
| Населений пункт     | Старі назви  | Населення, осіб (1989) | Населення, осіб (1999) | Населення, осіб (2009) | Населення, осіб (2021) |
| ------------------- | ------------ | ---------------------- | ---------------------- | ---------------------- | ---------------------- |
| Гришенка, село      | -            | 742                    | 605                    | 447                    | 350                    |
| Денисовка, село     | Орджонікідзе | 6737                   | 6611                   | 5196                   | 5186                   |
| --Денисовка, селище | -            | 306                    | -                      | -                      | -                      |
| --Калиновка, село   | -            | 234                    | 228                    | 99                     | 1                      |
| --Цілинне, село     | Цілинний     | 234                    | 167                    | 91                     | 1                      |
| Некрасовка, село    | -            | 882                    | 735                    | 674                    | 591                    |